# Paratoxopoda pilifemorata
Paratoxopoda pilifemorata är en tvåvingeart som beskrevs av Soos 1964. Paratoxopoda pilifemorata ingår i släktet Paratoxopoda och familjen svängflugor.
Artens utbredningsområde är Tanzania. Inga underarter finns listade i Catalogue of Life.